# Heinrich Hagenbucher
Heinrich Hagenbucher (* 11. Juli 1948; † 23. Januar 2017) war ein deutscher Unternehmer und Kommunalpolitiker (CDU).

## Leben und Beruf
Heinrich Hagenbucher absolvierte eine Lehre zum Glaser und graduierte 1974 in Wirtschaftsingenieurwesen. 1980 absolvierte er die Meisterprüfung im Glaserhandwerk. Er war von 1992 bis 2004 geschäftsführender Gesellschafter des Familienunternehmens Franz Kehl GmbH, einem Dienstleister rund um Gebäudereinigung und Glaserei. Zudem lehrte er als Dozent die Festigkeitslehre im Fensterbau.
Er war Mitglied des Aufsichtsrates der Technischen Werke Ludwigshafen und des Verwaltungsrates der Sparkasse Vorderpfalz. Seit 2015 war er Aufsichtsratsvorsitzender der St. Dominikus Krankenhaus und Jugendhilfe gGmbH, dem Träger unter anderem des St. Marien- und St. Annastiftskrankenhauses in Ludwigshafen. Er war Vorstand der Glaser-Innung Vorderpfalz.
1996 wurde Heinrich Hagenbucher von Kardinal-Großmeister Carlo Furno zum Ritter des Ritterordens vom Heiligen Grab zu Jerusalem ernannt und am 12. Oktober 1996 im Fuldaer Dom durch Anton Schlembach, Großprior der deutschen Statthalterei, investiert; seit 2016 im Rang eines Großoffiziers. Er war Präsident der südwestdeutschen Ordensprovinz des Päpstlichen Laienordens. Er engagierte sich für zahlreiche sozialen Projekte im Heiligen Land. Zudem war er Mitglied im Deutschen Verein vom Heiligen Lande.
Hagenbucher starb an den Folgen eines Herzinfarkts.

## Politik
Hagenbucher wurde 1967 Mitglied der CDU. Er war Vorsitzender der Jungen Union in Friesenheim und von 1974 bis 1999 CDU-Vorsitzender im Ortsverband Friesenheim, bis zu seinem Tode Vorstandsmitglied. Von 1984 bis 2004 war er Mitglied des Stadtrates in Ludwigshafen, dessen stellvertretender CDU-Fraktionsvorsitzender von 1990 bis 2004. Er war zudem Vorstandsmitglied des Wirtschaftsrates der CDU für die Sektion Pfalz.

## Ehrungen und Auszeichnungen
- Ritter vom Heiligen Grab (1996 Ritter; 2008 Offizier (Komtur); 2016 Großoffizier (Komtur mit Stern))
- Ehrenring der Stadt Ludwigshafen am Rhein (2004)
- Freiherr-vom-Stein-Plakette des Landes Rheinland-Pfalz (2004)
- Bundesverdienstkreuz am Bande des Verdienstordens der Bundesrepublik Deutschland (2008)